# Lava
Lava je rastaljena stijenska masa izbačena iz vulkana tijekom erupcije. Kada je u početku istisnuta iz otvora, u tekućem je stanju i ima temperaturu od 700°C do 1200°C. Iako je lava poprilično viskozna, s viskoznošću oko 100 000 puta većom od viskoznosti vode, može teći do velikih udaljenosti prije nego što se ohladi i skrutne, zahvaljujući svojim tiksotropnim svojstvima i posmičnom stanjivanju.